# 萊克格斯 (艾奧瓦州)
萊克格斯（英語：Lycurgus）是位於美國愛荷華州阿勒馬基縣的一個非建制地區。該地的面積和人口皆未知。

## 地理
萊克格斯的海拔為1270英尺（390米），時區為北美中部時區，位於愛荷華州。